# Cristian Galas
Cristian Galas Nebot (La Vall d'Uixó, provincia de Castellón, España, 15 de febrero de 1993) es un futbolista español. Actualmente juega en la Zamora CF de la Segunda División RFEF como defensa central principalmente.

## Trayectoria
Se formó en las categorías inferiores del Villarreal CF.
Ha pasado por los filiales del Villarreal CF y el RCD Espanyol, además de por clubes como el Albacete Balompié, el CD Alcoyano y el UCAM Murcia.
El 31 de agosto de 2020, llega libre a la Cultural y Deportiva Leonesa firmando por una temporada.
El 28 de enero de 2022, firma por el C. D. Castellón de la Primera División RFEF.
El 25 de enero de 2023, firma en calidad de cedido por el Zamora CF de la Segunda División RFEF, hasta el final de la temporada.

## Clubes
| Club                         | País   | Año       |
| ---------------------------- | ------ | --------- |
| Villarreal CF C              | España | 2011-2012 |
| Villarreal CF B              | España | 2012-2015 |
| RCD Espanyol B               | España | 2015-2016 |
| Albacete Balompié            | España | 2016-2017 |
| CD Alcoyano                  | España | 2017-2018 |
| UCAM Murcia                  | España | 2018-2020 |
| Cultural y Deportiva Leonesa | España | 2020-2022 |
| C. D. Castellón              | España | 2022-Act. |
| Zamora CF (cedido)           | España | 2023-Act. |